# Чарльз (остров, Коннектикут)
О́стров Чарльз (англ. Charles Island) — небольшой, площадью около 5,7 га приливный остров на северо-востоке США, в проливе Лонг-Айленд, примерно в 1 км от побережья штата Коннектикут у города Милфорд (округ Нью-Хейвен). Остров Чарльз входит в состав парка штата Коннектикут «Силвер-Сэндс» («серебряные пески», англ. Silver Sands State Park), созданного в 1960 году.
Во время отлива до острова можно дойти по узкой перемычке (томболо) — наносной отмели, образованной из смеси песка, камней и ракушек. Во время прилива эта перемычка оказывается полностью затопленной, и остров Чарльз действительно становится островом в полном смысле этого слова.
С островом, который был известен европейцам по крайней мере с 1614 года, связано много историй и легенд. Он также известен под именами «трижды про́клятый остров» (англ. Thrice Cursed Island) и «остров невезения» (англ. Hard Luck Island).

## История

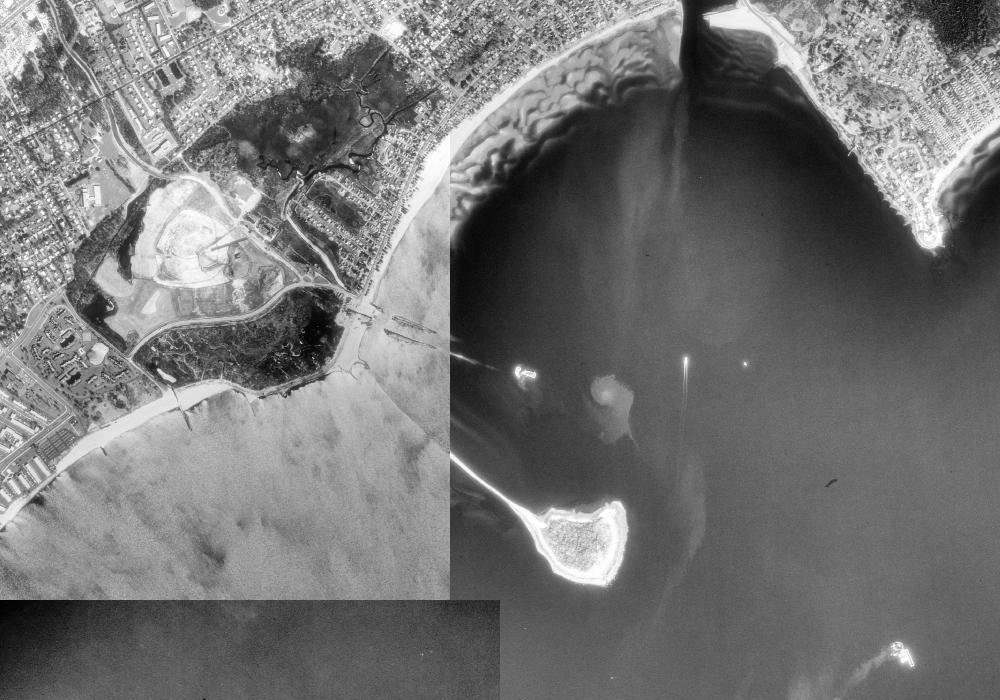
Вид на остров Чарльз и парк «Силвер-Сэндс» с воздуха

Считается, что впервые остров был нанесён на карту в 1614 году экспедицией голландского исследователя Адриена Блока (Adriaen Block), хотя, конечно же, местным индейцам племени Paugussett он был известен задолго до этого. Их вождь Ansantawae использовал остров в качестве летней резиденции для своей семьи вплоть до 1639 года, когда он продал его европейским поселенцам.
В последующие годы предпринимались неоднократные попытки использования острова для различных целей. В 1657 году Чарльз Дил (Charles Deal) пытался организовать табачную плантацию на острове. Хотя это предприятие не увенчалось успехом, за островом закрепилось имя предпринимателя — Чарльз. На острове также пытались создать предприятие по производству удобрений из рыбы. В 1880-х годах на острове построили гостиницу, но она была вскоре закрыта. После этого пытались организовать приют для монахов-доминиканцев, но тоже без особого успеха. В результате всех этих безуспешных попыток за островом закрепилась слава «острова невезения» (англ. Hard Luck Island).
Остров также известен как «трижды про́клятый остров» (англ. Thrice Cursed Island), но это основано на легендах и предположениях.
Первое проклятие связывают с индейцами — по одной версии, они считали остров священным и перед передачей его европейцам наложили превентивное проклятие на любую постройку и любого человека, который там поселится, а по другой версии их вождь проклял остров в связи с похищением его дочери.
Второе проклятие связывают со знаменитым английским приватиром Уильямом Киддом (William Kidd), который был обвинён в пиратской деятельности и, несмотря на то, что он сам сдался властям в 1699 году, был казнён в 1701 году. Легенда гласит, что во время своего последнего путешествия 1699 года, по пути в Бостон, Кидд решил спрятать на этом острове часть сундуков с сокровищами, а после этого проклял всех, кто попытается искать эти сокровища.
Третье проклятие связывают с пятью моряками, которые в 1721 году якобы нашли в одной из мексиканских пещер сокровища мексиканского императора Гуатмозина (Guatmozin) и перевезли их в Милфорд, после чего четверо из них умерли страшной смертью, а пятый смог в одиночку на лодке перевезти сокровища на остров и спрятать их там, также наложив проклятие на будущих кладоискателей.
Все эти проклятия не отпугнули искателей сокровищ, но все их попытки найти что-нибудь ценное так ни к чему и не привели.
В настоящее время весь остров Чарльз (кроме береговой кромки) покрыт густой растительностью, а от прежних времён остались только развалины монашеского приюта 1920-х — 1930-х годов. Внутренняя часть острова закрыта с 1 мая по 31 августа для защиты гнездовий птиц семейства цаплевых.

## Галерея

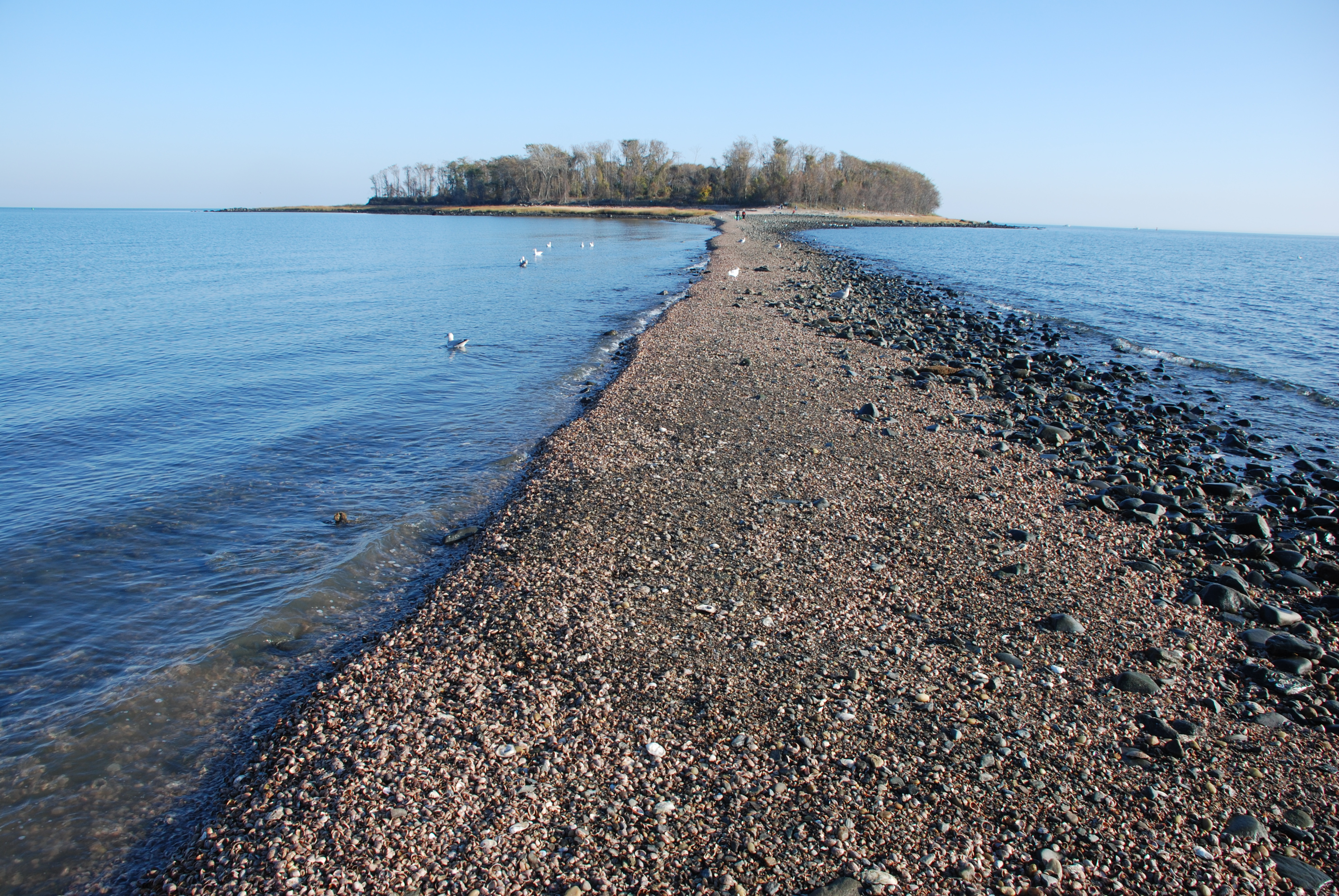
Вид на перемычку, ведущую к острову Чарльз
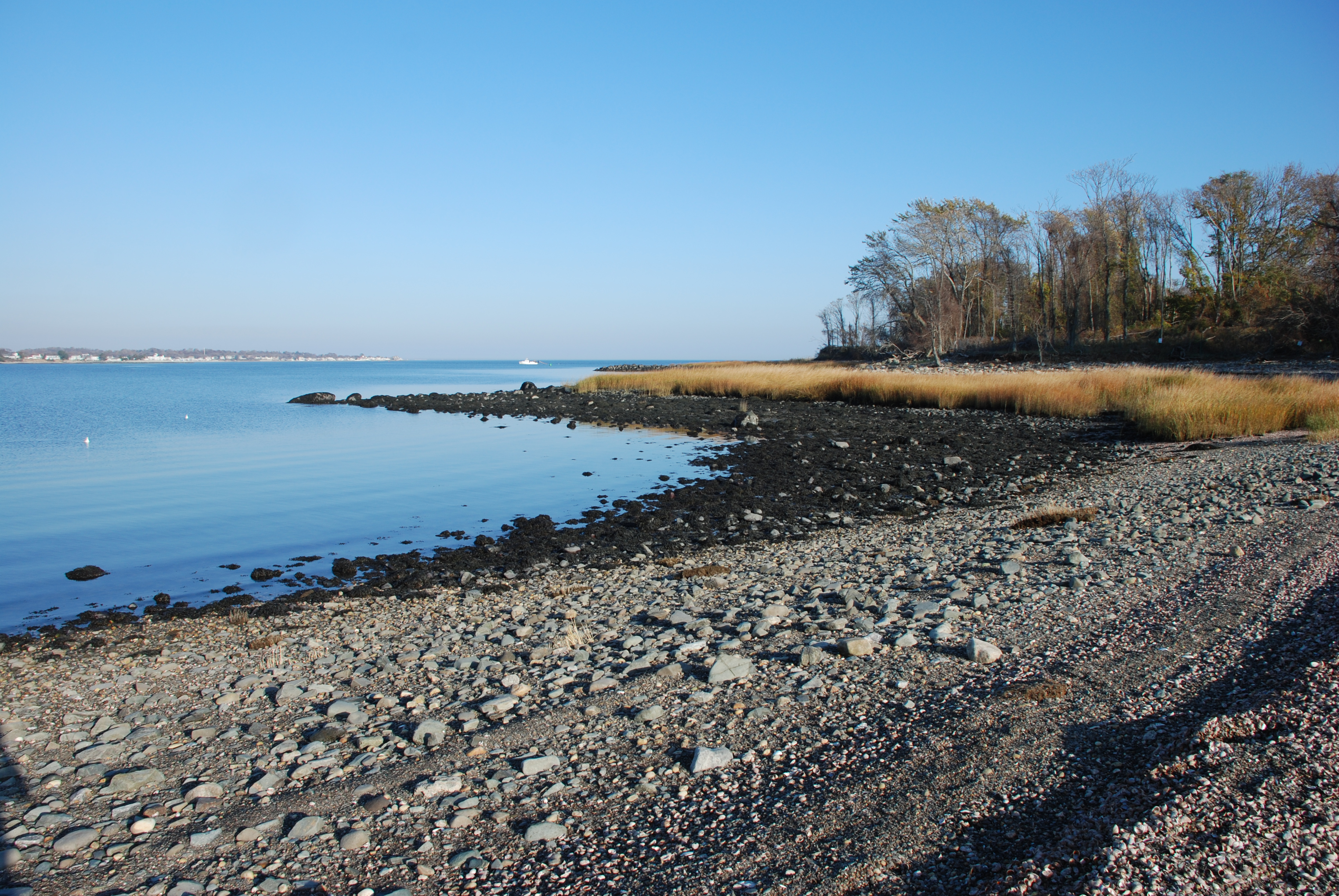
Берег острова Чарльз в месте соединения с перемычкой
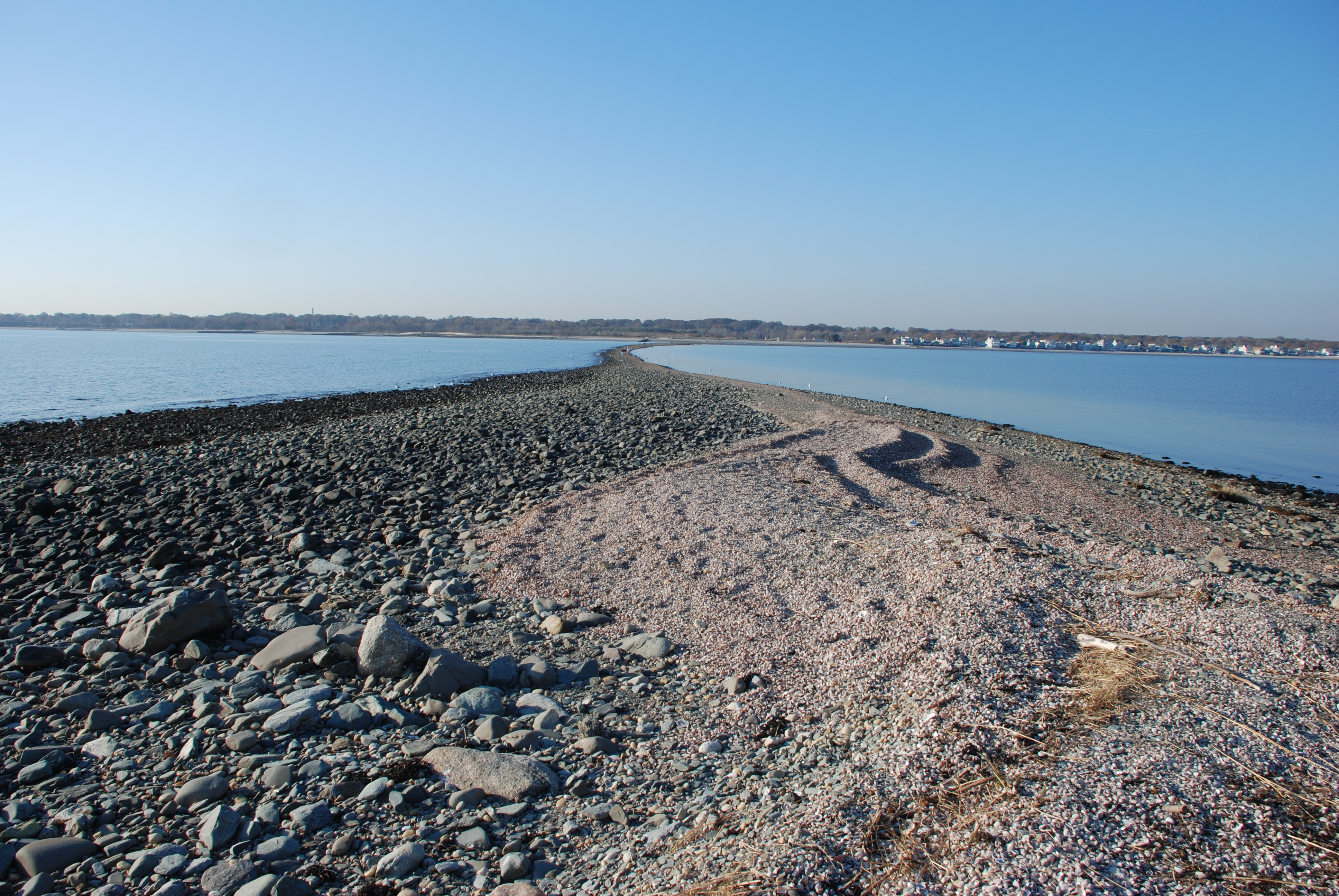
Вид на перемычку, ведущую от острова Чарльз
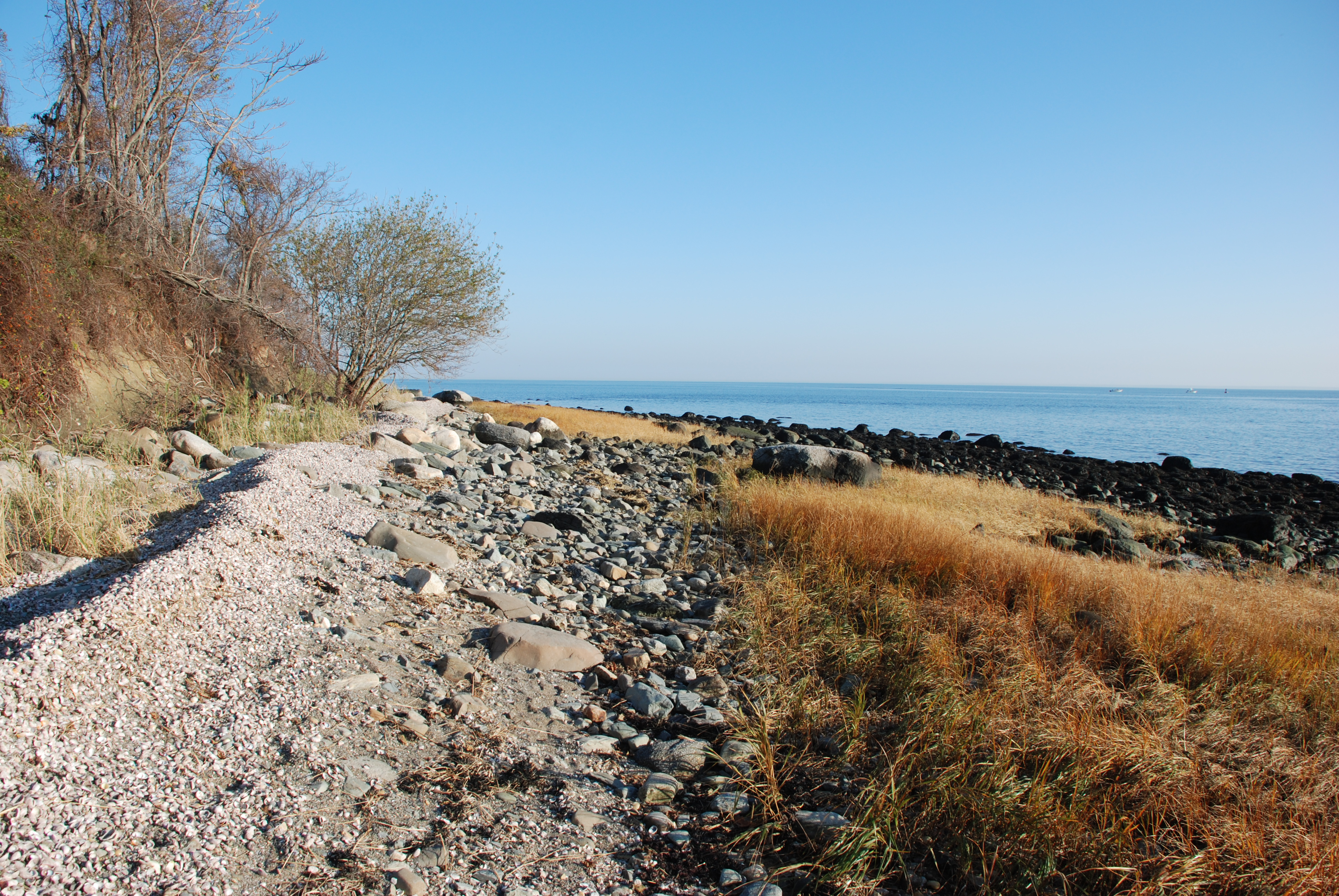
Южный берег острова Чарльз
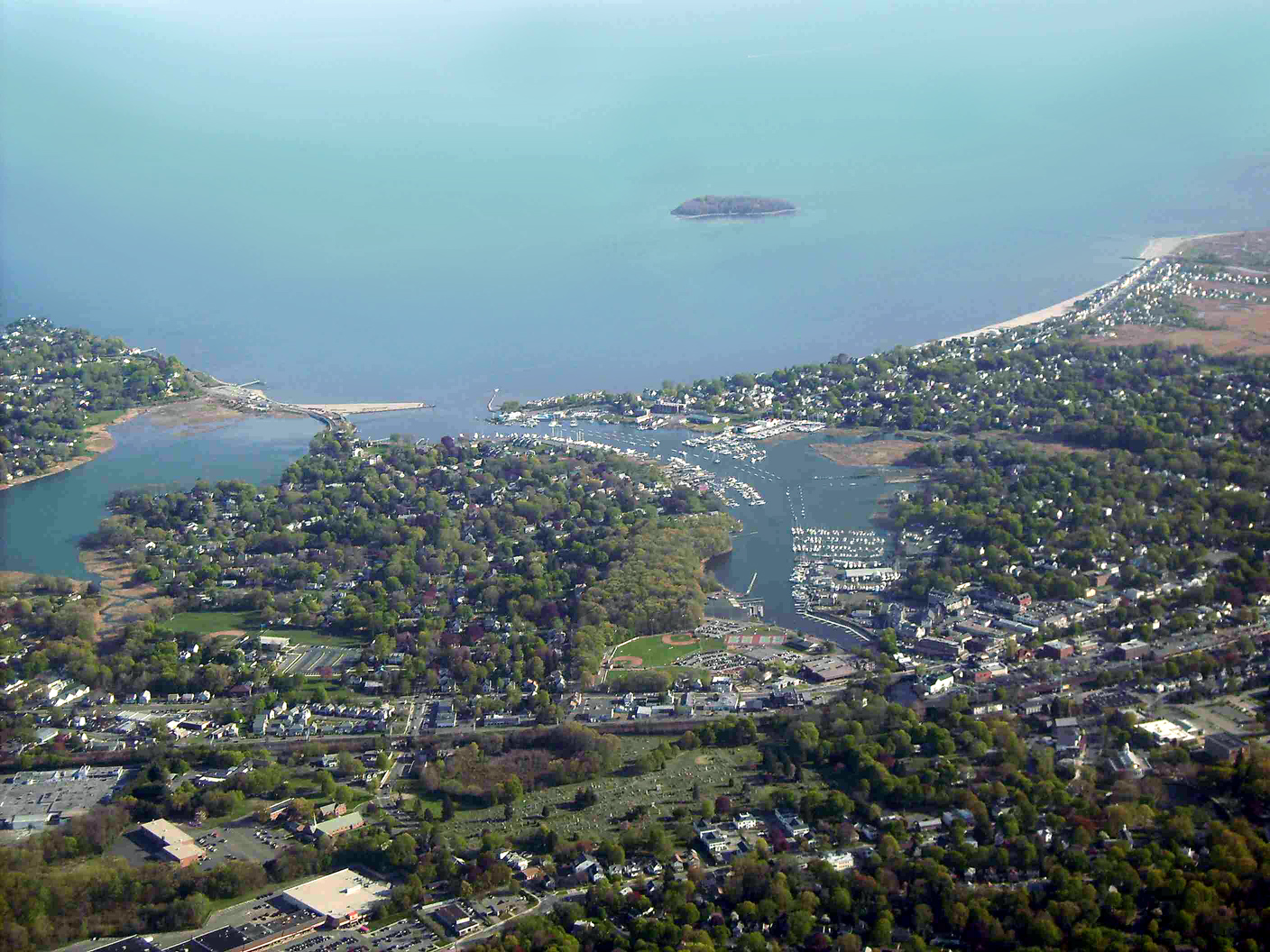
Вид с высоты на город Милфорд и остров Чарльз